# Mszczuj ze Skrzynna
Mszczuj ze Skrzynna, Mściwoj ze Skrzyńska, herbu Łabędź (zm. 1446) – rycerz wojsk króla Władysława II Jagiełły walczących pod Grunwaldem z Krzyżakami, który prawdopodobnie zabił wielkiego mistrza Ulricha von Jungingena. Był rycerzem przedchorągiewnym w chorągwi nadwornej (cubiculariorum). 
Według Długosza to Mszczuj powiadomił króla Jagiełłę o śmierci na polu bitwy wielkiego mistrza Ulricha von Jungingena. Wedle hipotez, właśnie on miał pokonać w walce samego mistrza. Zgodnie ze średniowiecznym zwyczajem rycerskim, po bitwie poddani rycerstwa przeczesywali pole bitwy w poszukiwaniu łupów. Giermek Mszczuja, Jurga, miał zjawić się u swego pana ze złotym relikwiarzem (pektorałem), zawierającym cenne relikwie, należącym wcześniej do Ulricha von Jungingena. Również znalezienie ciała mistrza możliwe było dzięki wskazówkom Mszczuja, co wskazuje na to, iż rycerze ci spotkali się na polu bitwy.

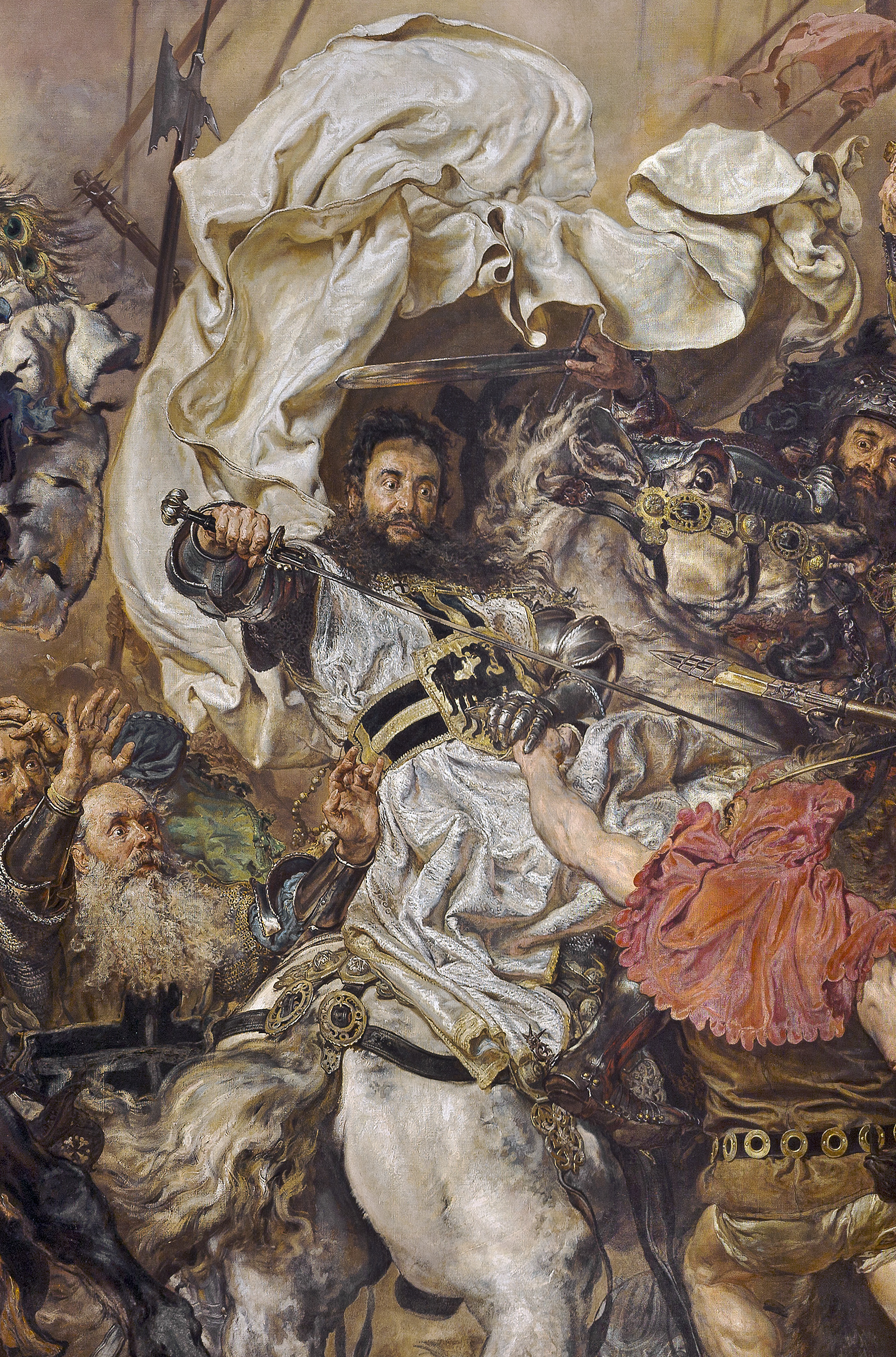
Moment śmierci Ulricha von Jungingena na obrazie Bitwa pod Grunwaldem Jana Matejki. Wojownik z Włócznią Świętego Maurycego to nie Mszczuj ze Skrzynna

Brał udział w bitwie pod Koronowem 10 października 1410, w której miał się przyczynić do zwycięstwa nad Krzyżakami.
W 1412 uczestniczył w poczcie króla Władysława II Jagiełły w czasie wizyty na Węgrzech, gdzie brał udział w turniejach rycerskich w Budzie razem z innymi sławnymi rycerzami polskimi. 
W 1428 Mszczuj wziął udział w wyprawie Wielkiego Księcia Witolda na Nowogród Wielki, w 1431 uczestniczył w wyprawie Władysława II Jagiełły przeciwko zbuntowanemu Wielkiemu Księciu Litewskiemu Świdrygielle. Brał udział w oblężeniu Łucka. W 1432 dowodził posiłkami polskimi dla nowego Wielkiego Księcia, Zygmunta Kiejstutowicza w wojnie przeciwko obalonemu księciu Świdrygielle.
Był członkiem konfederacji Spytka z Melsztyna w 1439 roku.
Był właścicielem zamku w Barwałdzie oraz wsi Zemna w pobliżu Włodzimierza, otrzymał także od króla Władysława II Jagiełły w dzierżawę Inowłódz.